# Šahovski savez Islamske Republike Irana
Šahovski savez Islamske Republike Irana (parsi: فدراسیون شطرنج جمهوری اسلامی ایران), krovno tijelo športa šaha u Iranu. Sjedište je u Teheranu, Šahovska palača, Hedžapska ulica, Kešavarski bulevar. Iran pripada azijskoj zoni 3.1. Predsjednik je Mehrdad Pahlevanzadeh (ažurirano 21. listopada 2019.).

## Vanjske poveznice
- Službene stranice